# Tibiosioma
Tibiosioma es un género de escarabajos longicornios de la subfamilia Lamiinae. Fue descrito por Martins y Galileo en 1990.

## Especies
- Tibiosioma flavolineata Giorgi, 2001
- Tibiosioma maculosa Martins y Galileo, 2007
- Tibiosioma martinsi Nearns y Swift, 2011
- Tibiosioma remipes Martins y Galileo, 1990